# U dobru i zlu (televizijska serija)
U dobru i zlu (eng. Til death) je televizijska humoristična serija koja govori o iskusnom bračnom paru i njihovim tek vjenčanim susjedima.

## Radnja
Eddie (Brad Garrett) i Joy Stark (Joely Fisher) su u braku dugo godina, a zabavu traže u promatranju ljudi oko njih kakvi su ponajprije njihovi mladi, tek vjenčani susjedi Steph (Kat Foster) i Jeff Woodcock (Eddie Kaye Thomas). Stepf i Jeff su mladi su, puni ideala i strastveni, vjenčani tek nekoliko dana. 
Eddie je veteran bračnih sukoba, koji sebe ipak prije vidi kao realista, te se smatra stručnjakom za sve, i spreman je svoje bogato iskustvo besplatno podijeliti s Jeffom, koji mu je i novi kolega u školi u kojoj radi kao profesor povijesti. Dok je Eddie siguran kako je vidio sve, Joy misli kako od svojih mladih susjeda može još mnogo toga novog naučiti. Woodcockovi s druge strane, svakog su dana sve bliže zaključku kako uspješan brak zahtjeva vrhunsko balansiranje tajnama, lažima i ljubavlju